# Самал (держава)
37°06′13″ пн. ш. 36°40′43″ сх. д. / 37.103611111111° пн. ш. 36.678611111111° сх. д.
Самал, Ядія —  держава, що існувала в X — VIII ст. до н. е.  у східній Сирії (нині – територія Туреччини). Виникла після розпаду Хеттської держави під назвою Ядія. Населення складалося переважно з споріднених із хеттами племен, можливо, переселенців з Кіззуватни, що частково асимілювали місцевих хурритів, і сама держава вважала себе хеттською спадкоємницею. Столиця Ядії була розтащована біля сучасного селища Зінджирлі.

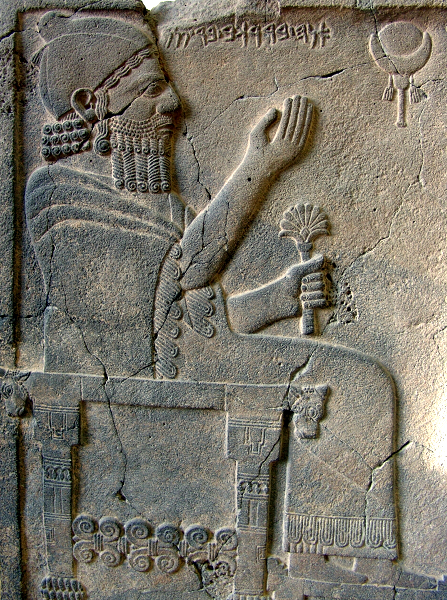
Цар Самалу. Базальтовий барельєф із Зінджирлі. Пергамський музей, Берлін

Пізніше держава була захоплена арамеями на чолі з ватажком на ім'я Габар, що усунув від влади хеттську династію і започаткував власну. Відповідно і з царство отримало нову назву - Біт-Габарі («дім Габара»), або ж Самал. Водночас завойовники опанували і розвинули культурні і мистецькі традиції попередників.
Коли у 876 р. до н. е. в Сирії з'явилося військо ассирійського царя Ашшурнасірпала, Самал відкупився від нього даниною. У 862 р. до н. е. самалський цар Хаяні увійшов до коаліції із Каркемишем, Хаттіною та Біт-Адіні, спрямований проти ассирійців. Проте це не зупинило Салманасара III, який зламав спротив сирійських царств і приєднав Північну Сирію до своєї держави.
Наприкінці IX ст. до н. е. Самал звільнився від ассирійської влади. Щоб убезпечитися від нападів сусідів, місцеві царі уклали союз із володарями Урарту - Аргішті I і Сардурі II. Проте, коли у 742 році до н. е. Тіглатпаласар III вдерся до Сирії і Сардурі II спробував втрутитися, ассирійці завдали урартцям нищівної поразки. Після цього приєднання Самалу до Ассирії стало лише справою часу.

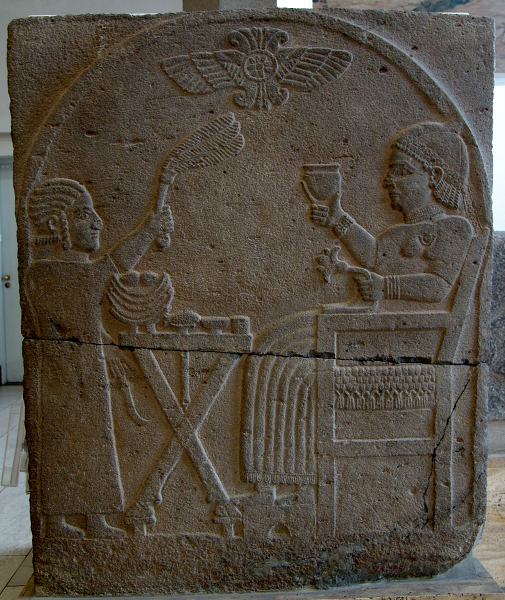
"Сніданок цариці". Базальтовий барельєф із Зінджирлі. Пергамський музей, Берлін

У 740 р. до н. е. місцевий цар визнав владу Тіглатпаласара. У 738 р. до н. е. Самал повстав і ассирійцям довелося проводити каральну операцію. Приборканням непокірних займалися також Салманасар V і Саргон II. Лише у 724 р. до н. е. Самал перестав існувати як окрема адміністративна одиниця і був включений безпосередньо до складу Ассирії.